# تومونوئورا

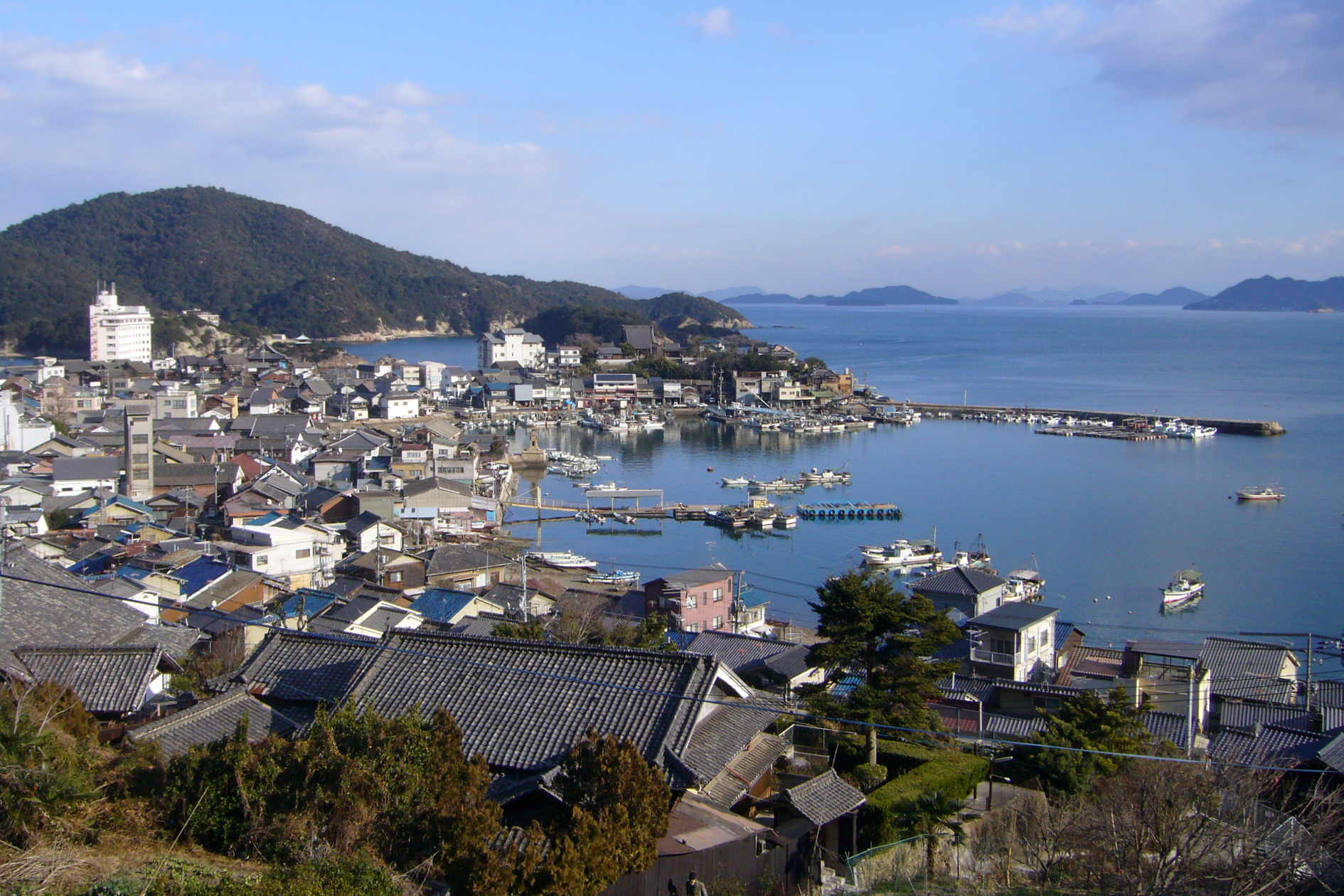
تومونوئورا

تومونوئورا (به ژاپنی: Tomonoura) یک بندر در فوکویاما، هیروشیما، استان هیروشیما، ژاپن است.